# 13 Brygada Artylerii Ciężkiej
13 Brygada Artylerii Ciężkiej (13 BAC) – związek taktyczny artylerii ciężkiej ludowego Wojska Polskiego.

## Formowanie i zmiany organizacyjne
Brygada sformowana została we wrześniu 1945 w garnizonie Toruń, na bazie 5 Dywizji Artylerii. W miejsce dotychczasowych brygad powstały dwa pułki artylerii haubic oraz pułk artylerii ciężkiej. 9 dywizjon artyleryjskiego rozpoznania pomiarowego włączono do 71 pac.
Wiosną 1951, na bazie 13 BAC, rozpoczęto formowanie 6 Dywizji Artylerii Przełamania. 73 pah stał się zalążkiem dla 17 Brygady Artylerii Haubic, 74 pah – dla 19 Brygady Artylerii Haubic, a 71 pac – dla 21 Brygady Artylerii Ciężkiej.

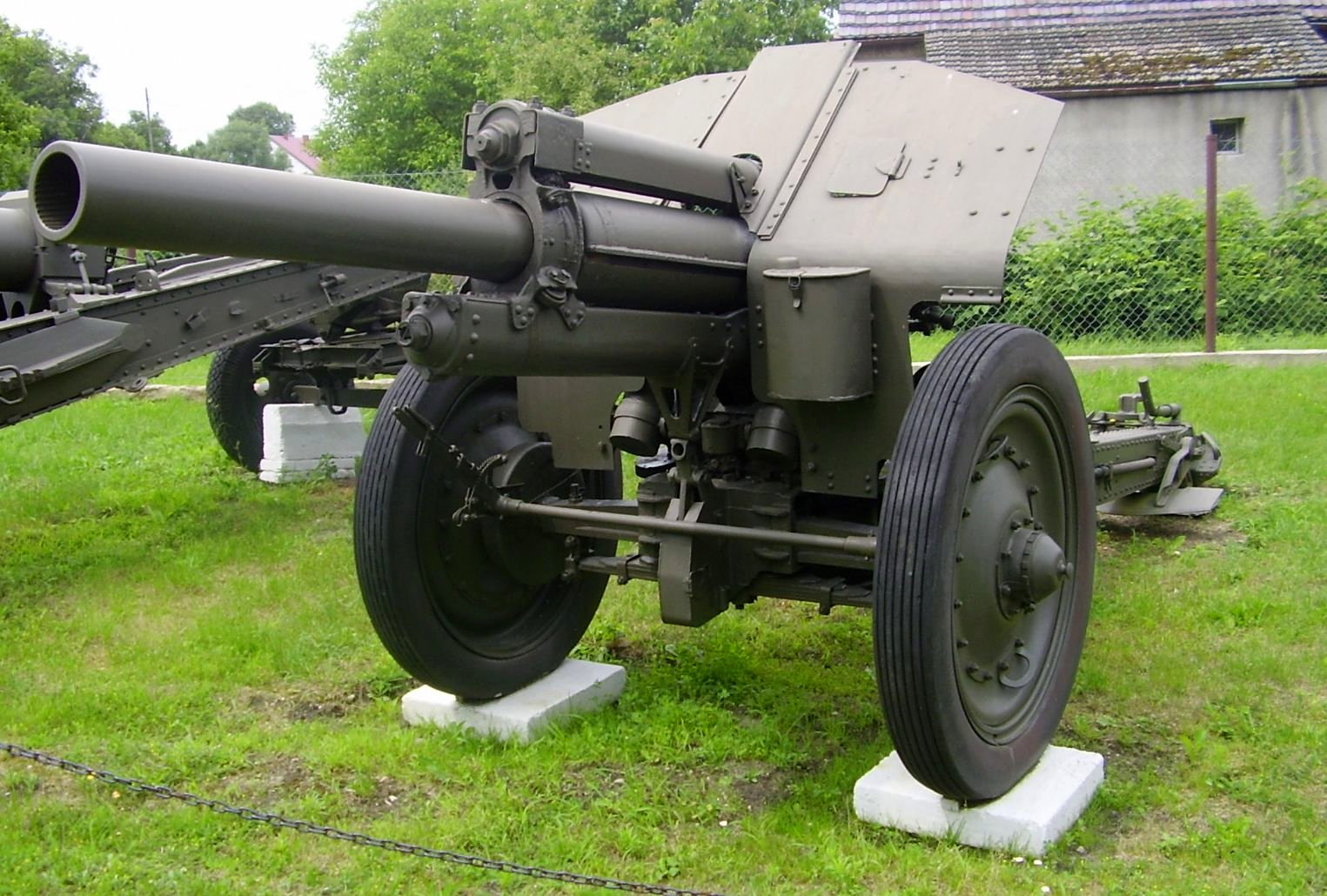
122 mm haubica wz. 1938 (M-30)

## Struktura organizacyjna
- Dowództwo 13 Brygady Artylerii Ciężkiej
- 73 pułk artylerii haubic
- 74 pułk artylerii haubic
- 71 pułk artylerii ciężkiej

## Dowódcy brygady
- gen. bryg. Stanisław Skokowski (13 IX – 29 XI 1945)
- płk dypl. Włodzimierz Piewiszkis (29 XI 1945 – 16 I 1947)
- płk Adam Czaplewski (16 I 1947 – 6 V 1949)
- płk Julian Kamiński (1 XII 1950 – 14 VII 1951)